# Betio

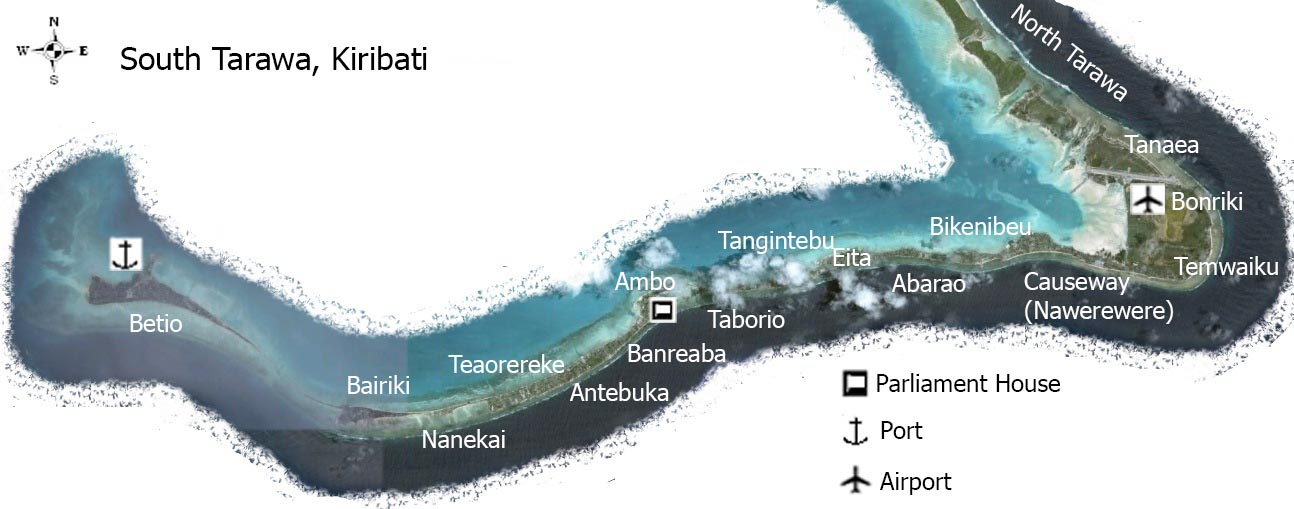
Localização de Betio em Taraua do Sul.

Betio é uma ilha no extremo sudoeste de Taraua do Sul, atol situado em Kiribati, país localizado na região central do Oceano Pacífico. O principal porto do Atol de Taraua se localiza aqui. A ilha é conhecida por ter sido o local da Batalha de Tarawa, durante a Segunda Guerra Mundial.

## Segunda Guerra Mundial

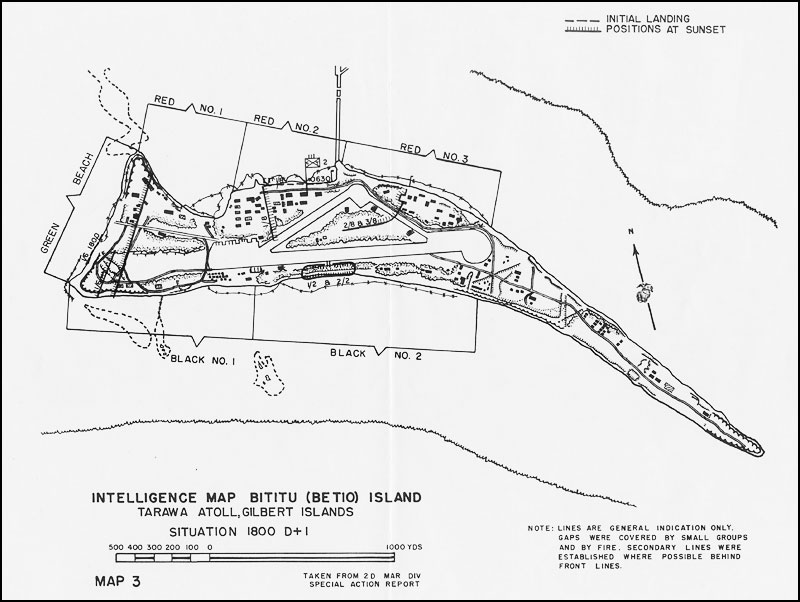
Mapa de Betio durante a Segunda Guerra Mundial.

Um dos principais pontos turísticos do Pacífico central, a ilhota ainda guarda hoje relíquias da ocupação do Exército Imperial Japonês e a subseqüente invasão norte-americana em novembro de 1943. A pista do aeroporto japonês construído na época não mais existe, mas suas linhas ainda podem ser notadas pelo crescimento de raquíticas palmeiras ao longo de sua antiga extensão. Restos de equipamento militar e antigos bunkers de concreto, conservados como memória da guerra, ainda se encontram nas praias e matas da ilha.

### Massacre

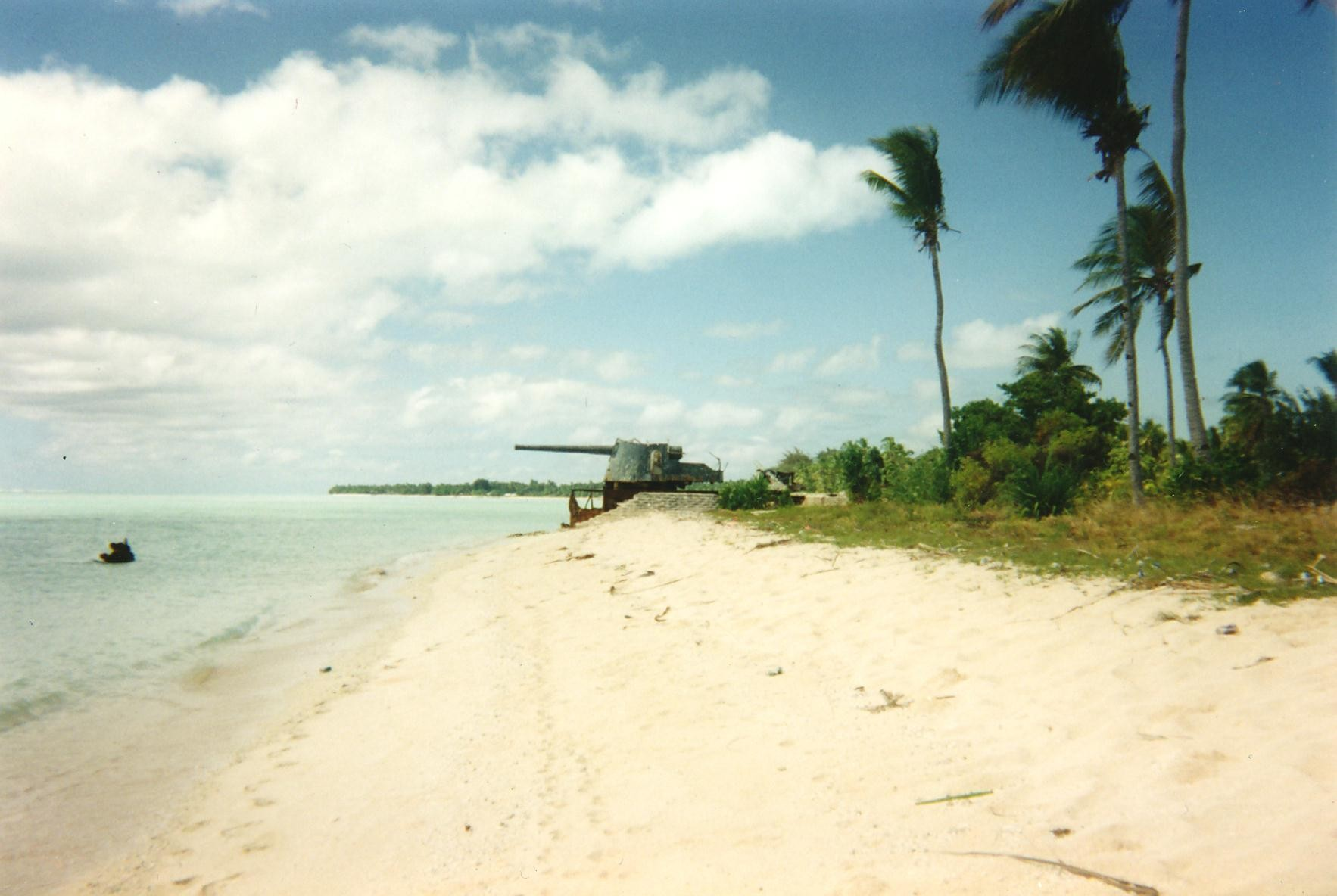
Casamata japonesa da Segunda Guerra Mundial em Betio.

A ilha também foi o palco de um massacre cometido pelo Império do Japão nesta guerra; forças japonesas decapitaram civis neozelandeses e fijianos antes da chegada das tropas americanas. O massacre pode ter sido uma retaliação à assistência dada  à fuga de marinheiros do navio mercantil Nimanoa (ou Niminoa), que havia sido capturado pelos japoneses no início da Guerra do Pacífico, quando o navio foi destruído às pressas, no porto de Betio, para evitar que a marinha japonesa pudesse utilizá-lo. O casco parcialmente submerso do Nimanoa seria utilizado posteriormente como base para as metralhadoras japonesas utilizadas contra as forças americanas que reconquistaram Tarawa. Os marinheiros escaparam num barco pequeno, aberto, com o qual navegaram até Fiji. Notícias do massacre foram escondidas, no entanto, pelas autoridades britânicas da época, a tal ponto que os governos da Nova Zelândia e de Fiji foram impedidos de informar as famílias dos homens mortos sobre o ocorrido. No entanto, as notícias eventualmente chegaram às famílias, causando grande comoção, e já se sugeriu até mesmo o fuzilamento de prisioneiros de guerra japoneses em detenção num campo de prisioneiros na Nova Zelândia teria sido feito como retaliação pelo massacre; um dos guardas naquele campo seria irmão de um dos civis massacrados em Betio.

## Crescimento populacional
Desde a década de 1970, a ilha se tornou cada vez mais populosa, especialmente depois de se tornar o principal centro de atividade econômica em Kiribati. A construção da ponte até Bairiki no início da década de 1980 agravou ainda mais a situação, transformando o lugar num dos mais densamente povoados do mundo.[carece de fontes?]